# Bisjkul
Bisjkul (kazakiska: Besköl, ryska: Бишкуль) är en ort i Kazakstan.   Den ligger i oblystet Nordkazakstan, i den norra delen av landet, 400 km norr om huvudstaden Astana. Bisjkul ligger 103 meter över havet och antalet invånare är 5 423.
Terrängen runt Bisjkul är platt. Runt Bisjkul är det glesbefolkat, med 9 invånare per kvadratkilometer. Närmaste större samhälle är Petropavl, 10,9 km norr om Bisjkul. Trakten runt Bisjkul består till största delen av jordbruksmark.